# Смут

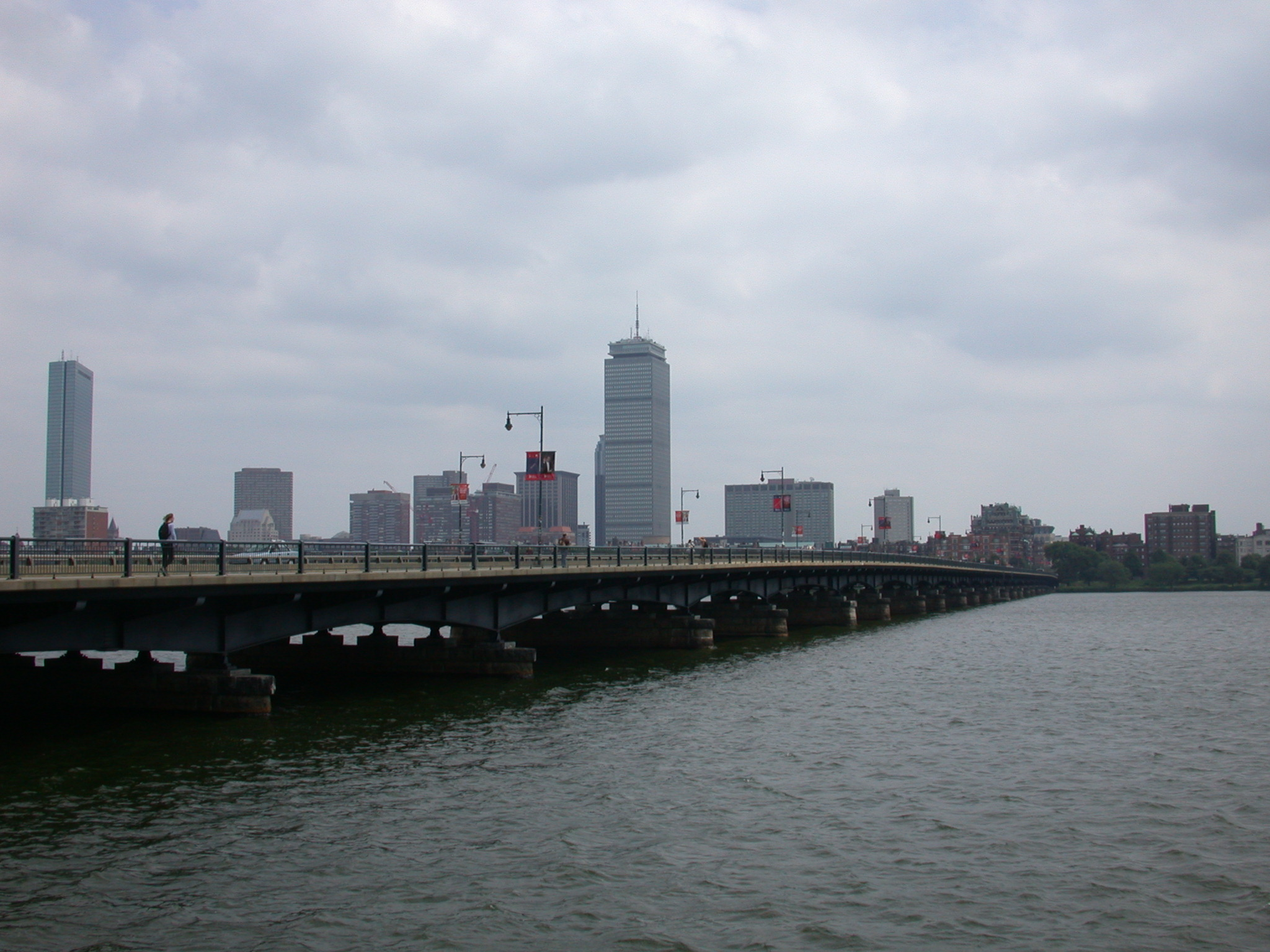
Гарвардский мост по направлению к Бостону

Смут (англ. smoot) — нестандартная единица измерения расстояний. 1 смут = 1,7018 метра. Она возникла при попытке измерения длины Гарвардского моста с помощью одного из студентов, Оливера Смута, ростом 1 метр 70 сантиметров.

## История появления
Смуты появились в Массачусетском технологическом институте (MIT) в октябре 1958 года.
Студенты решили разметить Гарвардский мост, соединяющий Бостон и Кембридж, чтобы точно знать, сколько ещё до института. В качестве средства измерения расстояния был выбран один из студентов, Оливер Смут. Его рост (примерно 1 м 70 см) и стал равным одному смуту.
Процедура измерения заключалась в следующем: Смут ложился на мост, в то время как его сокурсники отмечали его длину, затем он вставал, переходил к полученной отметке и снова ложился, отмеряя ещё один собственный рост от неё. Каждые 10 смутов отмечались краской на мостовой. Скоро Оливер Смут «устал», но измерения продолжались, его тело просто перетаскивали к новым отметкам.
Почему выбрали именно Смута — история умалчивает. По одним данным, он был самым маленьким из студентов. По другим — фамилия походила на «ватт» или «ампер». После около 300 смутов их заметила полиция, но не стала мешать студентам, разрисовывающим мост. Общая длина моста составила «364,4 смута, плюс минус одно ухо» (англ. 364.4 smoots plus minus one ear).

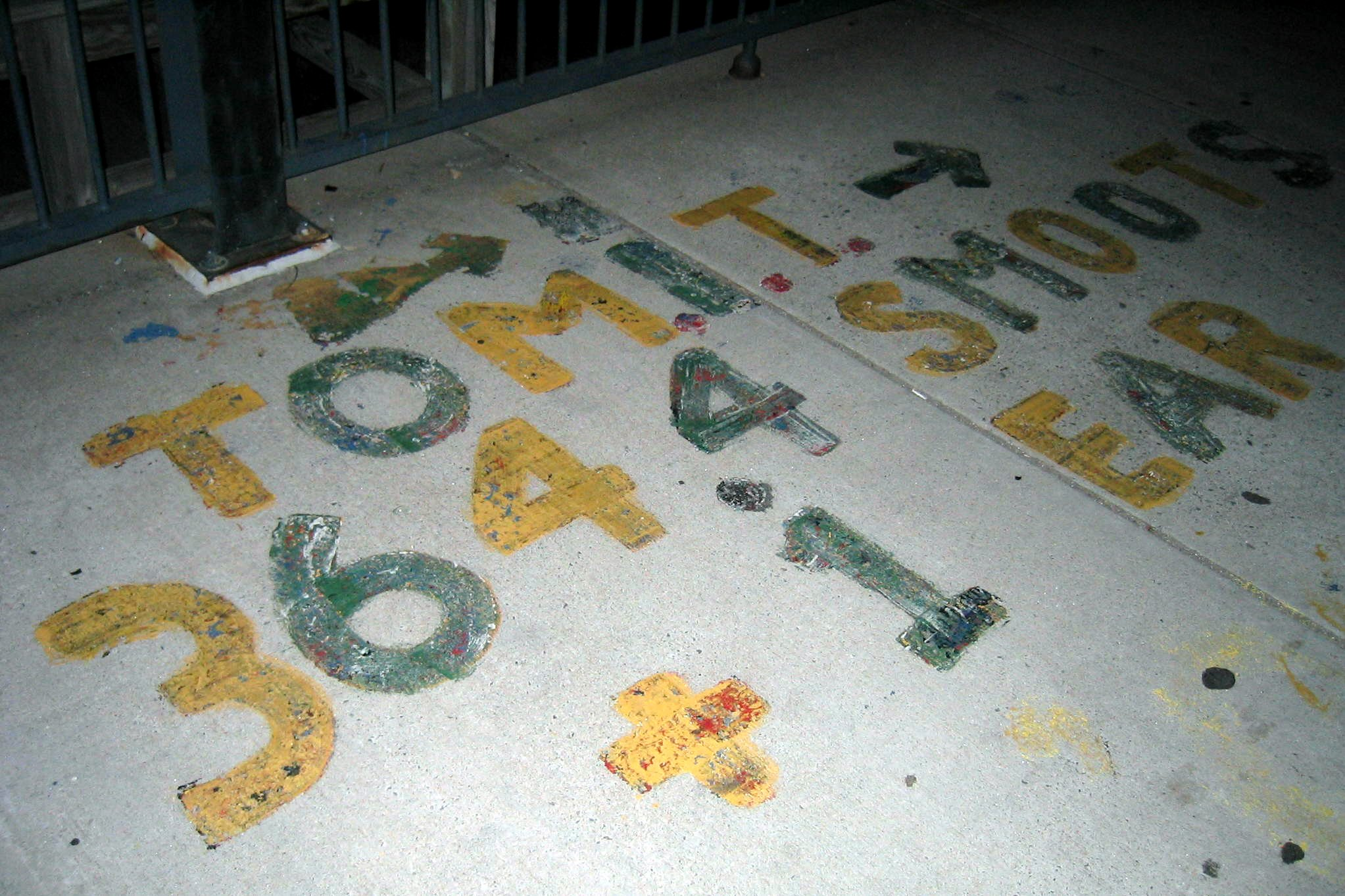
Итоговая отметка «До MIT 364,4 смута и одно ухо»

## Отметки
Ежегодно отметки на мосту обновляются силами первокурсников института. Обычно отметки стоят каждые 10 смутов, однако есть и некратные им отметки. Например, перед отметкой 70 есть отметка на 69 смутах, рядом с которой присутствует надпись «Heaven» (с англ. — «Рай»). Также на расстоянии в 182,2 смута (половина длины моста) есть отметка с текстом «Halfway to Hell» (с англ. — «Полпути в ад») и стрелка, указывающая на институт.

## Смуты сегодня

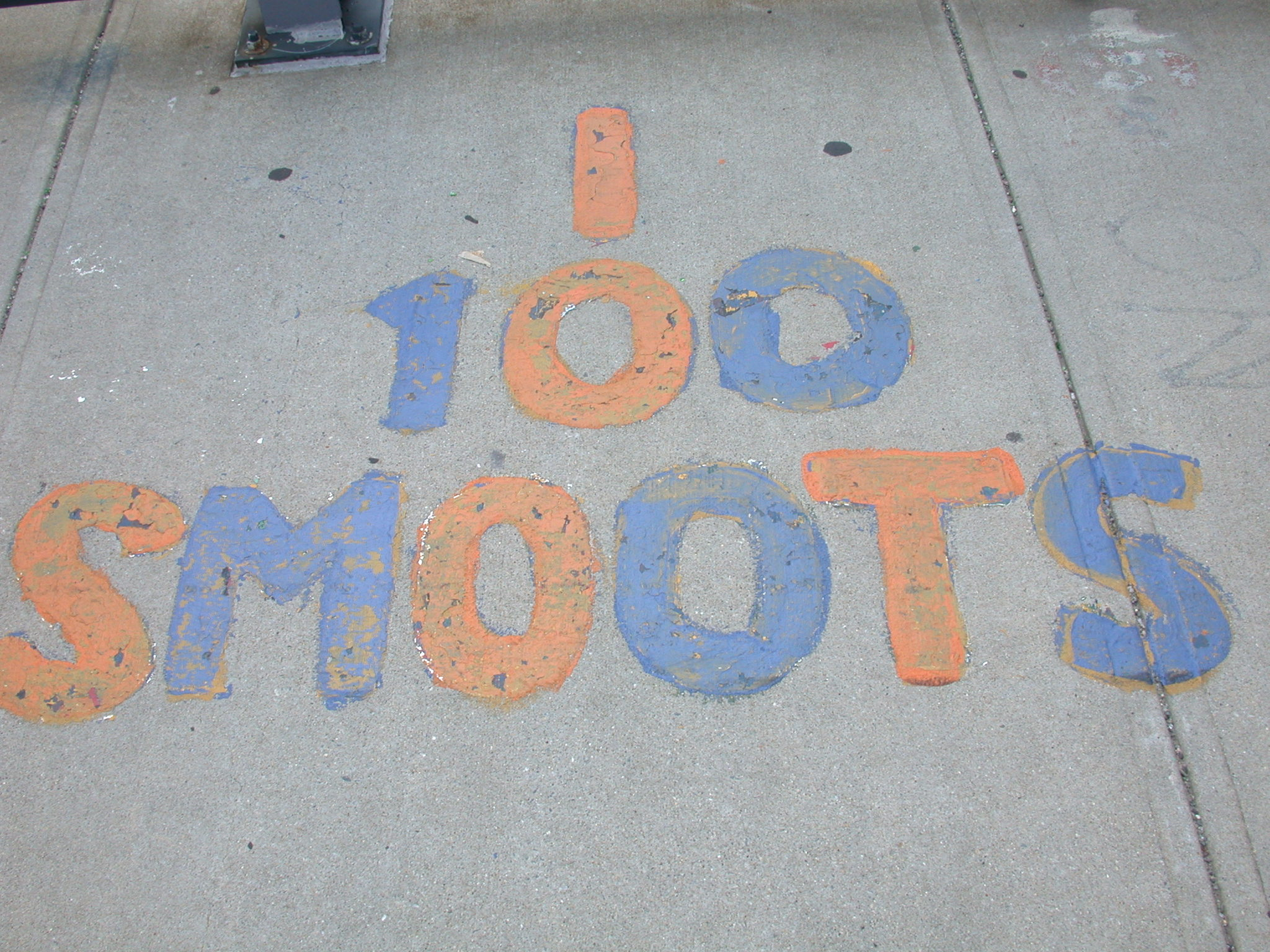
Отметка в 100 смутов

После реконструкции моста в 1988 году по настоянию полиции Кембриджа отметки были восстановлены. Оказалось, что полицейским очень удобно ориентироваться на мосту, при помощи смутов легко можно указывать на точное место происшествия на мосту. Обычно секции бетонного тротуара имеют длину 6 футов, но специально для этого моста сделали секции длиной в 1 смут.
В качестве небольшого нововведения были пронумерованы все смуты, не только кратные 10. И сегодня каждый желающий может по отметкам точно указать, сколько смутов пройдено им от бостонского берега реки.
Оливер Смут потом стал президентом Американского национального института стандартов, а впоследствии и возглавил Международную организацию стандартов.
Смуты поддерживаются калькулятором на сайте Google. Введя «10 футов в смутах» (10 feet in smoots) можно получить ответ, что в 10 футах = 1,79104478 смутов. Также Google позволяет использовать смуты в качестве дополнительной единицы измерения в своём программном продукте Google Earth.